# 朝鮮人民軍空軍
朝鮮人民軍空軍（ちょうせんじんみんぐんくうぐん、朝鮮語: 조선인민군 공군）、または朝鮮人民軍航空及び反航空軍（朝鮮語: 조선인민군 항공 및 반항공군）は、朝鮮民主主義人民共和国の軍事組織である朝鮮人民軍が保有する空軍である。1947年に創設された。

## 概要
朝鮮人民軍は、陸軍が主力であり、空軍はそれを補佐する体制にある。
MiG-29といった比較的新しい作戦機も少数保有するが、軍用機の近代化が経済制裁により進まず、いずれも冷戦期に開発・運用された旧ソ連製・アメリカ製・中国製機しか保有していない。
防空が主任務であるが、他に輸送・偵察・対地攻撃、さらには特殊部隊の潜入支援も任務としている。

## 歴史

### 創設
ソ連進駐後の1945年10月（9月とも）、ソ連航空学校出身の王連と名古屋航空学校出身の李闊（리활、リ･ファル）らを中心に日本航空学校出身20名、中国飛行学校出身約10名、満州国軍出身と各航空隊で勤務した20名、合計約50人が集まって民間組織として新義州航空隊を発足させた。この組織は空軍の母体となり、軍事顧問としてソ連よりマイオリ・マクシム少佐を迎え、使用機は日本の九五式一型練習機3機であった。
10月25日、各地域の熱誠分子の中で学力優秀者を選抜して操縦教育隊（30名）、整備教育隊（30名）、通信教育隊（20名）に入隊させ、本格的に教育が開始された。これらは新義州航空隊第1期生として翌年1月に教育を終えた。1946年2月23日、第2期生160名が入隊した。またこの時に日本や中国、満州、ソ連から帰国した航空関係者が約400名に達したので、第2期生は訓練および経費の関係上、5月から平壌学院に移動し航空中隊を編成、学院内に航空課を設立した。第2期生は6月に卒業した。第3期生からは航空隊が平壌学院に吸収されたため、第3期生は平壌学院航空第1期生として同年10月に卒業した。第2期生は500名となり空軍建設が軌道に乗り始めた。第1期生から第3期生までの中で成績優秀者300名を選抜してソ連に留学させた。彼らは1947年初めに帰国した。航空中隊は航空大隊に昇格、航空課は航空部となり王連が部長、李闊が副部長となる。
1947年8月20日に朝鮮人民軍の正規組織として最初の航空隊を編成し、この日が1972年政令で空軍記念日となる。
1948年2月8日朝鮮人民軍が成立、1948年9月18日、航空大隊は人民武力省の指揮下となる。同年末まで約900人の航空関係者をモスクワに留学させて再教育を施した。そして1948年末にソ連軍が朝鮮半島から撤退するとYak-9やLa-7、Il-10などの第二次世界大戦末期に開発された機体を引き継ぎ、本格的な拡張を開始した。
1949年1月に航空大隊は平壌に移転し、第25飛行連隊に昇格。3月に金日成が訪ソするとYak-9やIl-10などの各種航空機30機が追加導入され、1949年12月に追撃機、襲撃機、教導の3個連隊及び工兵大隊で編成した航空師団が創設された。師団長は王蓮、副師団長は李闊、各連隊長はソ・ジュピル（追撃機）、チェ・ヒョンオク（襲撃機）ら陸軍少年飛行兵15期出身者であった。1950年1月17日、部隊名称が第11飛行師団に変更。1950年4月、Yak-9やIl-10を追加で60機導入した。
| 役職         | 役職              | 氏名             | 出身校               | 前歴                                                         | 備考             |
| ------------ | ----------------- | ---------------- | -------------------- | ------------------------------------------------------------ | ---------------- |
| 師団長       | 師団長            | 王連             | ソ連航空学校         | 中国共産党員、機械工程学校助教、第18集団軍総参謀部航空組組員 |                  |
| 副師団長     | 副師団長          | 李闊             | 名古屋航空学校       |                                                              |                  |
| 文化副師団長 | 文化副師団長      | 劉成傑           | サマルカンド師範大学 | ソ連共産党員、タシケント高等中学校語文学教員兼教務主任       | 高麗人           |
| 参謀長       | 参謀長            | 金萬永           |                      | 朝鮮義勇軍隊員                                               |                  |
| 追撃機連隊   | 連隊長            | ソ・ジュピル     | 少年飛行兵15期乙     |                                                              |                  |
| 追撃機連隊   | 文化副連隊長      | 李ジュハク       |                      |                                                              |                  |
| 追撃機連隊   | 参謀長            | 金ナムハク       |                      |                                                              |                  |
| 追撃機連隊   | 第1大隊長         | 玄龍瑞           | 少年飛行兵15期乙     |                                                              |                  |
| 追撃機連隊   | 第2大隊長         | 朴敬玉           | 少年飛行兵15期乙     |                                                              |                  |
| 追撃機連隊   | 第3大隊長         | 安ソンドク       |                      |                                                              |                  |
| 襲撃機連隊   | 連隊長            | 崔賢玉           | 少年飛行兵14期乙     |                                                              |                  |
| 襲撃機連隊   | 文化副連隊長      | チョン・チュンウ |                      |                                                              |                  |
| 襲撃機連隊   | 第1大隊長         | 李英一           | 少年飛行兵14期乙     |                                                              |                  |
| 襲撃機連隊   | 第2大隊長         | 康大鏞           | 特操1期              | 日本軍飛行師団操縦士                                         |                  |
| 襲撃機連隊   | 第3大隊長         | 張然鎮           | 少年飛行兵14期乙     | 日本軍第12錬成飛行隊（宙第526部隊）操縦士                    |                  |
| 教導連隊     | 連隊長            | 許民國           | 名古屋航空学校       |                                                              |                  |
| 教導連隊     | 文化副連隊長      | チ・チョンシム   |                      |                                                              |                  |
| 教導連隊     | 参謀長（初代）    | 金ハンウク       |                      |                                                              |                  |
| 教導連隊     | 参謀長（2代）     | チェ・ヒチュン   |                      |                                                              |                  |
| 教導連隊     | 第1大隊長         | 李興富           | 少年飛行兵15期乙     |                                                              |                  |
| 教導連隊     | 第3大隊長（初代） | 金ヨンゴン       |                      |                                                              |                  |
| 教導連隊     | 第3大隊長（2代）  | 金ハンウク       |                      |                                                              | 前教導連隊参謀長 |

朝鮮戦争開戦時点で、226機の飛行機を保有、追撃機84機、襲撃機113機、他29機であった。対して韓国空軍はL-4連絡機8機、L-5連絡機4機、T-6練習機10機の計22機だけであり、飛行師団は韓国空軍の9.7倍に達する飛行機を有し、かつ主力が韓国が保有しない戦闘機と爆撃機であったため、航空戦力は北朝鮮が圧倒的優位であった。
しかし北朝鮮の保有機の状態は劣悪であった。北朝鮮政府はソ連第9空軍軍団から飛行機を購入したが、これらは老朽化が深刻であった。しかもこれらの購入費用は新型機購入の費用に匹敵していた。購入したYak-9には21機中10機に異常があった。Il-10機の状態はYak-9機より1年後に製造されたため、相対的に良好であったが、33機中6機に異常があった。一方でソ連空軍からではなく、ソ連の製造工場から直接受領した飛行機は概ね良好であった。部品不足も深刻で、予備部品はYak-9の場合15～20パーセント、Il-10は50パーセントのみ確保されていた状態であった。開戦まで故障が頻発、老朽化問題は全く改善されなかった。
飛行師団は未だ正規軍としての創設過程にあり、不完全であった。このため北朝鮮指導部は飛行師団を主力ではなく補助戦力として見ていた。北朝鮮指導部にとって正規空軍は全面戦争に不可欠な存在であったが、ソ連は人民軍が強力な空軍を保有することを望まなかった。1948年12月にソ連特別軍事使節団の一員として入北したザハロフ将軍は「人民軍が強力な空軍と優れた機械化部隊を保有すれば、すぐに釜山を占領し、対馬島を経由して下関と佐世保まで攻撃するだろう。これはアメリカとの戦争を意味するものであり、ソ連は決してアメリカとの戦争を望んでいない」と証言した。

### 朝鮮戦争（祖国解放戦争）
1950年に始まった朝鮮戦争（祖国解放戦争）では兵力約2000人（うち操縦士200人、整備士400人）、航空機約200機（うち第一線機150）を以て韓国空軍およびアメリカ空軍と対峙した。開戦時は、Yak-9やLa-9戦闘機などを用いていた。
開戦後の6月25日、ソウルと金浦（キンポ）飛行場を空爆、27日には水原（スウォン）飛行場を空爆した。7月7日、占領直後の金浦に前進。7月中旬まで積極的な攻勢を展開した。
| 日付    | 機種     | 数 | 損害 | 所属                            | 場所         |
| ------- | -------- | -- | ---- | ------------------------------- | ------------ |
| 6月25日 | L-4、T-6 | 7  | 損傷 | 韓国空軍                        | 汝矣島飛行場 |
| 6月25日 | C-54D    | 1  | 損傷 | アメリカ空軍                    | 水原飛行場   |
| 6月28日 | B-26B    | 1  | 損傷 | アメリカ空軍第3爆撃飛行団       | 水原飛行場   |
| 6月28日 | F-82G    | 1  | 損傷 | アメリカ空軍第68戦闘飛行大隊    | 水原飛行場   |
| 6月28日 | C-54D    | 1  | 損傷 | アメリカ空軍第374兵力輸送飛行団 | 水原飛行場   |
| 7月12日 | B-29     | 1  | 撃墜 | アメリカ空軍第19爆撃飛行団      | ソウル近郊   |
| 7月12日 | L-4      | 1  | 撃墜 | アメリカ陸軍                    | 大田近郊     |
| 7月13日 | L-5      | 1  | 撃墜 | アメリカ陸軍                    | 大田近郊     |
| 7月14日 | B-26B    | 1  | 大破 | アメリカ空軍第3爆撃飛行団       | 大田近郊     |
| 7月19日 | F-80C    | 1  | 損傷 | アメリカ空軍第8戦闘爆撃飛行団   | 大田近郊     |

しかし極東空軍が全面動員されていないにもかかわらず、7月4日までに47機の航空機が破壊され、7月第一週の時点で韓国地域への出撃はできなかった。これは物理的な被害と共にアメリカ空軍介入と平壌爆撃に伴う心理的な衝撃があった。ソ連の資料によると、7月に入り空軍はほとんどの戦闘能力を喪失した。アメリカ空軍の資料によると1950年6月～10月に撃墜した北朝鮮機は合計143機（撃墜78機、推定撃墜31機、損傷34機）であり、月別に見ると6～7月に81機、8月に48機、9月に14機を撃墜し、10月に入ると撃墜した航空機は無かった。また1950年8月26日、ソ連軍総参謀部作戦総局に送られた調査報告には、開戦時177機の襲撃機と追撃機を保有していたが、7月20日には85機を失って92機（襲撃機57機、追撃機35機）となり、8月24日には36機の航空機（襲撃機34機、追撃機2機）と23人のパイロットだけしか残っていなかった。以後はレーダー管制に依存して洛東江戦線まで出撃して作戦を行った。主に速度の遅い観測機や連絡機を狙ったが、このような制限的な攻勢も1950年9月以降に中断された。
1950年10月19日に中華人民共和国の中国人民志願軍（抗美援朝義勇軍）が参戦すると、空軍は一旦満州で形成立て直しを図り、1951年1月に空軍司令部を設置、同年3月15日には遼寧省安東四道溝にて中国人民志願軍空軍和朝鮮人民軍空軍連合作戦司令部（司令員：劉震）が成立、延吉に航空学校を創設し搭乗員を養成、ソ連から更に戦闘機を供与され形勢を建て直した。空軍パイロットの再教育は、1950年12月末に到着したソ連軍第324戦闘飛行師団が担当、1951年1月5日から着手した。第324戦闘飛行師団が1952年1月に満州から撤収後は、第190戦闘飛行師団に置き換えられた。ソ連の計画はアメリカ空軍と直接対決せず、中国のパイロットを訓練させ、その任務を中国に代わらせることであり、この計画は北朝鮮にも同様に適用された。
パイロット養成は延吉の航空学校、満州に駐屯していた第64戦闘飛行軍団、ソ連沿海州、それ以外のソ連地域で行われていた。延吉で初級訓練が行われ、修了した人員は第64戦闘飛行軍団に送られMiG-15の操縦訓練が実施された。沿海州では1950年10月時点で201名が訓練中で、他にキエフ、モスクワ、レニングラード、チカロフ、イルクーツクの航空学校や教育部隊で教育が行われていた。
1951年12月、司令部を平壌に戻し、中国人民志願軍空軍所属のMiG-15とともに前線復帰した。アメリカ軍中心の国連軍も既にF-80やF-84などのジェット戦闘機に更新しており、またMiG-15と同じ後退翼ジェット戦闘機F-86戦闘機とも空中戦となった。それでも、パイロットの練度不足もあり、国連軍が航空優勢を続けた。
北朝鮮空軍はソ連空軍が独ソ戦時に使用した戦術とっており、その一環としてPo-2による夜間爆撃が1950年11月頃から実施された。低空飛行でレーダーに捕捉されずに部隊や飛行場に爆弾を投下した。1950年11月、平壌飛行場に駐留していた米空軍第8戦闘爆撃飛行隊を攻撃して11機の戦闘機を損傷させた。前線膠着後は金浦と水原飛行場が攻撃目標となり、1951年6月17日に2機のPo-2が水原飛行場の第335戦闘迎撃大隊のF-86戦闘機9機に損傷を与えた。1953年6月15日には大統領官邸の景武台に爆弾投下した。国連軍はPo-2迎撃にF-94戦闘機などを投入したが、Po-2の速度があまりにも遅いため迎撃は困難であった。戦争中に少なくとも1機のF-94がPo-2を追撃するために速度を遅くしたため墜落した。この夜間爆撃は、朝鮮戦争で北朝鮮空軍の最も効果的な作戦と評価されている。しかしアメリカ空軍がPo-2離着陸飛行場を大規模爆撃し、Po-2による攻撃は1953年7月上旬以降中止された。Po-2の他にYak-18も使用され、1953年6月に4～5機のYak-18が仁川の油類野積場を爆撃し550万ガロンの燃料を炎上させた。
休戦時点で5個師団を有し、戦闘機はMiG-15、Yak-9、La-11、爆撃機はIl-10、Tu-2のほか、少数のIl-28を有した。

### 冷戦期
その後、冷戦時代にはソ連と中国からの多大な支援と供与もあって、MiG-19/J-6やMiG-21/J-7、Il-28などをソ連や中国から輸入した。一時は錬度も高く、ベトナム戦争中の1966～68年には、北ベトナムの防空任務に第203航空隊が派遣された（朝鮮民主主義人民共和国のベトナム戦争参戦参照）。1966年末に派遣された第203航空隊は、ベトナム人民空軍指揮下の第923連隊として1967年5月までに配置につき、常時24名のパイロットを含む150名の兵士がベトナムに駐屯した。朝鮮人民軍空軍パイロットは26機の米軍機を撃墜する一方、14名が戦死、現地に埋葬された。2002年には、墓が北朝鮮の人民軍英雄烈士墓に移され、現地に記念碑が立てられた。1969年には日本海上空でアメリカ海軍の電子偵察機を撃墜する（アメリカ海軍EC-121機撃墜事件）など、強力な戦闘力を有した。

### 冷戦末期以降
しかし、1980年代以降の経済停滞による軍事力低下と物資不足に加え、ソビエト連邦の崩壊と中国の改革開放によって中ソからの支援は急激に減少。1980年代末に導入したMiG-29を最後に、新鋭機購入はおろか訓練の燃料にも事欠く状態になり、さらに慢性的な食糧不足で士気や整備も不足して戦闘能力は著しく低下した。
2000年代も、機材老朽化や燃料不足は続くが、2003年には米軍偵察機をMiG-29が追尾、2009年には衛星打ち上げを守るためにMiG-23MLが出撃したり、2010年の延坪島砲撃事件の際もMiG-23が出撃し韓国軍機を狙うなどの動きを見せる。2012年に開催された金日成生誕100周年の軍事パレードにおいてMiG-29が5機編隊で金日成広場の上空で祝賀飛行を実施。そのほかにも、朝鮮中央テレビにおいてMiG-29やSu-25が編隊を組んで機動飛行をする様子を頻繁に公開している。2015年10月1日の朝鮮労働党創立70周年記念軍事パレードではAn-2の編隊飛行が公開された。2016年9月24日・25日には、元山市の元山空港で北朝鮮初の航空ショーである元山国際友好航空祝典が開催され、海外メディアにも公開された。祝典では、MiG-29やSu-25、MiG-21、MD500の演技飛行や落下傘部隊によるパフォーマンスが行われたほか、女性パイロットの存在も公表している。2016年10月には航空ショー確認にP-700が登場した。

### 2020年代
韓国の国防白書によると、2020年12月の時点での保有戦闘機数は約800機。しかし機体の更新や必要なメンテナンスは行われておらず、2021年のイギリス国際戦略研究所の分析では動員可能な攻撃機は75機程度と推定している。
2022年10月8日、空軍は大規模航空総合訓練を実施、約150機が参加したと発表した。中には古典的な戦闘機であるミグ15も含まれていると見られた。
この訓練について韓国側では、「実際は飛行できたのは練習機も含めて40機ほど」「4機は正常な飛行ができず墜落した戦闘機があった」「実戦訓練が十分ではないため編隊飛行などで右往左往していた」「エンジンから黒煙を吹いている機が労働新聞に掲載されている」などの酷評をもって見世物的な訓練であったと報道した。
2022年11月4日、米韓共同軍事演習への対抗措置として多数の航空機を上空に展開。韓国軍合同参謀本部によると約4時間の間に約180の航跡を確認、戦闘機や爆撃機は空対地射撃などを行ったと伝えた。なお、航跡については離着陸を繰り返せば複数回記録されるため、一度に180機が動員されていたことを意味するものではない。
2025年現在、朝鮮人民軍空軍はロシアからイラン製の自爆ドローン「シャヘド136」の技術供与並びに生産体制を確立するための支援を受けている。

## 組織・部隊編成
北朝鮮は戦闘機を中心とした4個飛行師団と輸送機の2個戦術輸送旅団から成る。この他、特殊部隊として2個空軍狙撃旅団を形成している。
保有機数は1,300機以上。作戦機の戦力面には2013年時点で、MiG-29（推測保有機数18機）、Mig-23（56機）、Su-25（34機）が主力となるが、機数的はMiG-17、MiG-19、MiG-21等の旧式機が多数である。また、特殊部隊潜入用のAn-2を大規模に保有している。機体老朽化もあり、防空任務には地対空ミサイルや高射火器が重用されるようになってきている。
また、北朝鮮唯一の航空会社・高麗航空は、実態として朝鮮人民軍空軍と不可分と考えられ、国連安全保障理事会決議による制裁対象になっている。

## 所有機

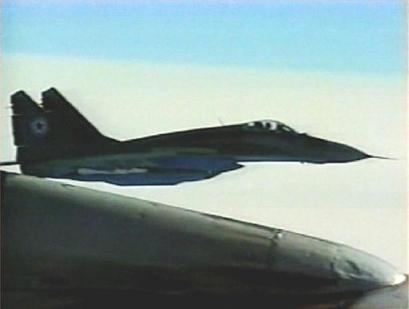
MiG-29 «9.13»

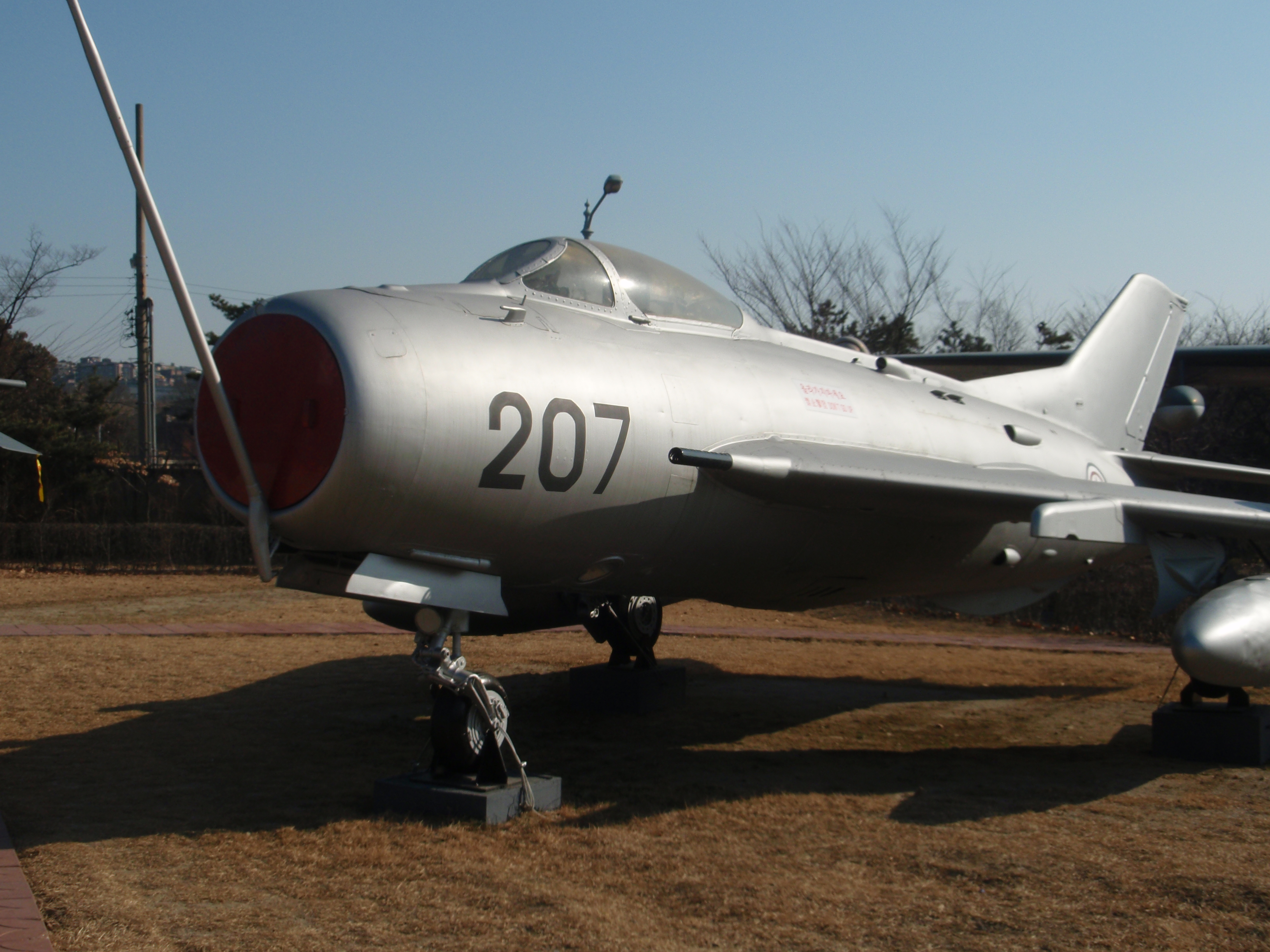
J-6

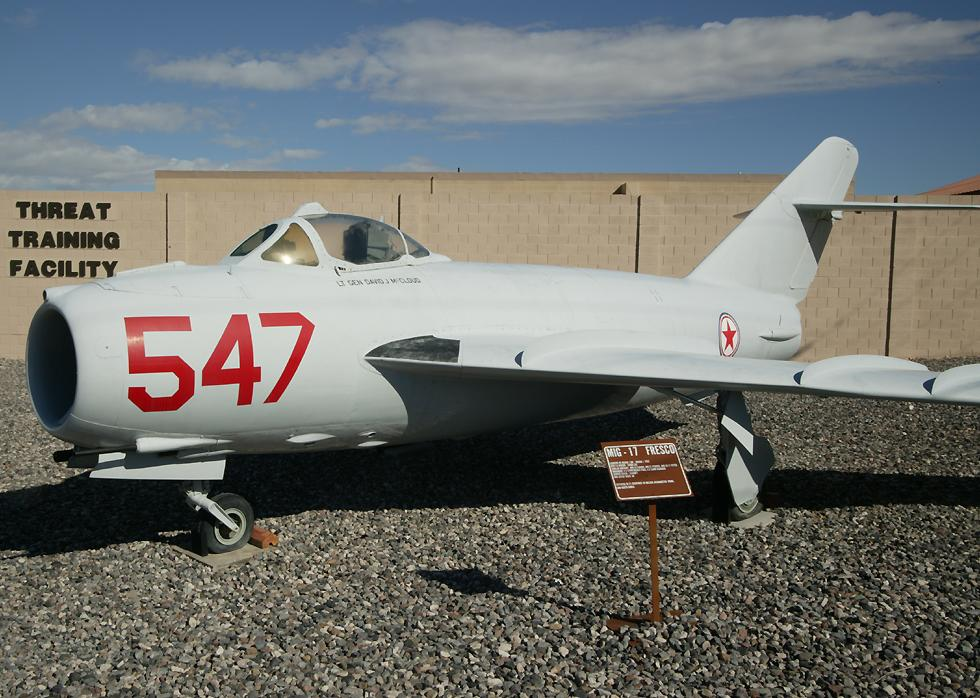
J-5

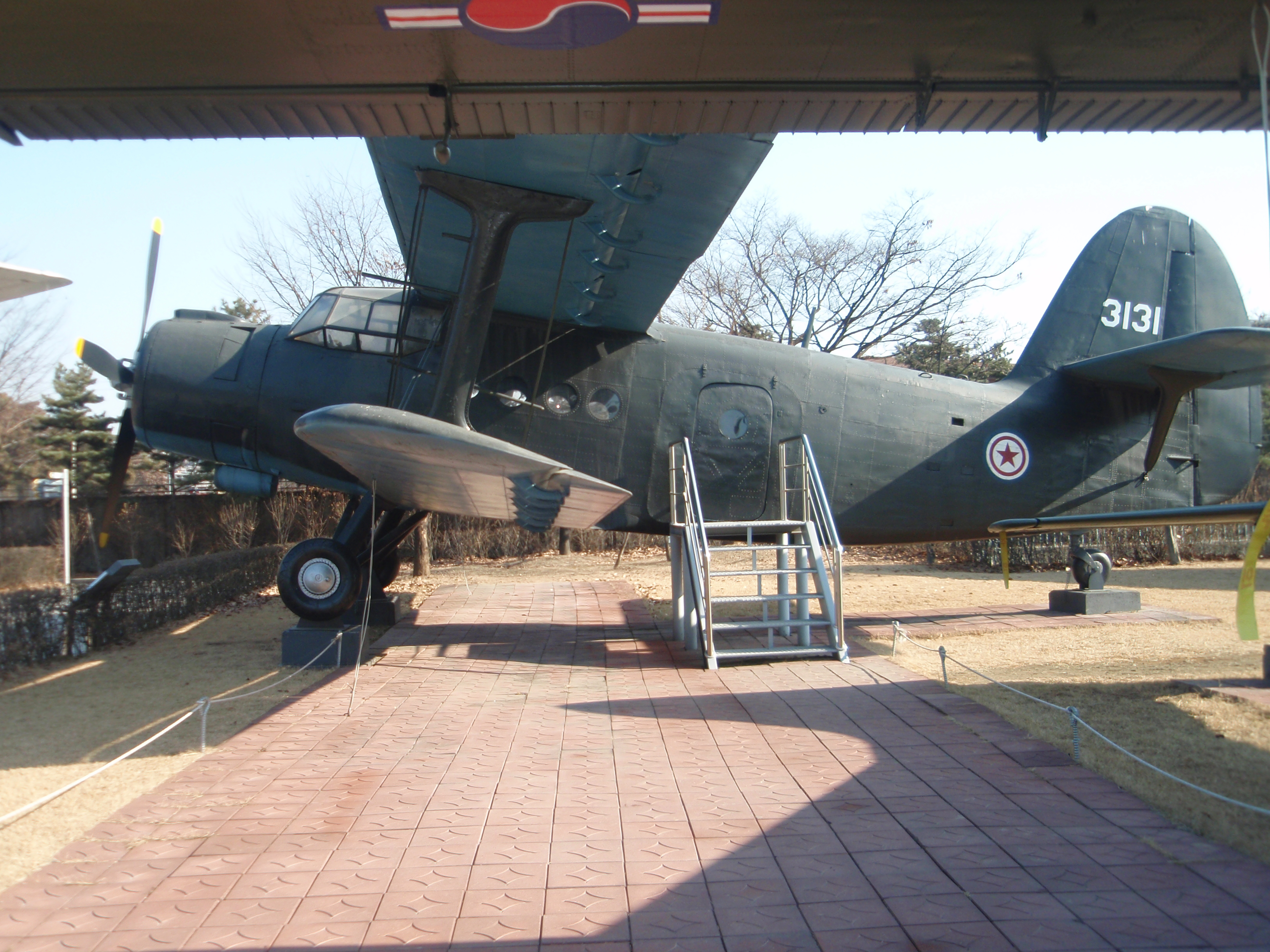
An-2

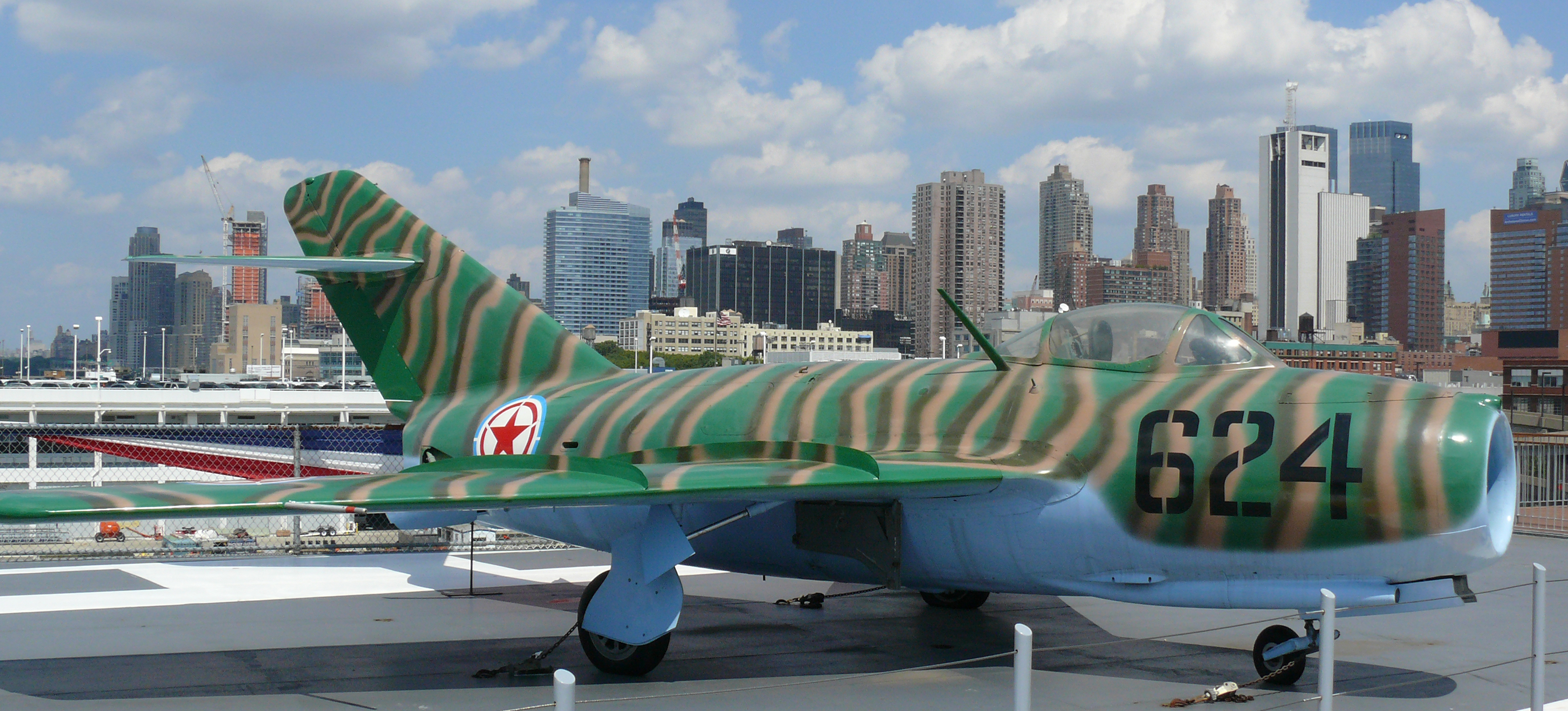
MiG-15bis

いずれもソ連製と中国製の装備が大部分を占めるが、一部は西側のアメリカやニュージーランドの装備もある。一部の作戦機は迷彩が変更されている。

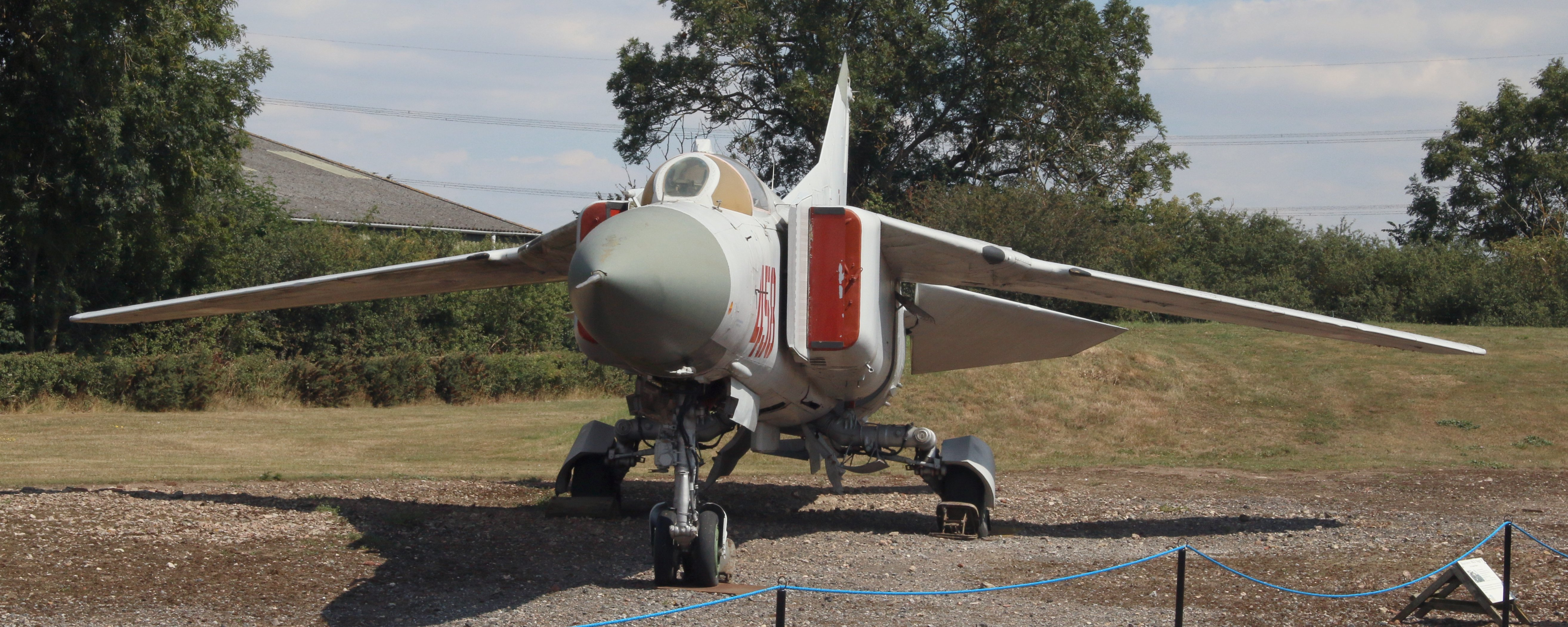
北朝鮮に配備されているものと同型のMiG-23ML

### 戦闘機/戦闘爆撃機
- MiG-29A/S/UBファルクラム:18機以上[43]
- MiG-23MLフロッガー:46機[43]
- MiG-23Pフロッガー:10機[43]
- MiG-21bisフィッシュベッド:30機[43]
- MiG-21PFMフィッシュベッド:機数不明[43]
- MiG-21F-13/PFMフィッシュベッド及びJ-7:120機[43]
- MiG-19ファーマー及びJ-6（JJ-6練習機を含む）:100機[43]
- MiG-17フレスコ及びJ-5:107機[43]
- MiG-15ファゴット:機数不明[43]
- Su-7フィッター:18機（保管中）[43]

### 攻撃機
- Su-25K/UBKフロッグフット:34機[43]

### 爆撃機
- Il-28ビーグル及びH-5:80機（偵察機を含む）[43]

### 輸送機
- Il-76:3機（国営航空が運航）[43]
- An-2コルト及びY-5:約200機[43]
- PAC P-750 XSTOL（英語版）:中国経由で迂回輸出されたとみられ、同社は後に処罰されている[44]。

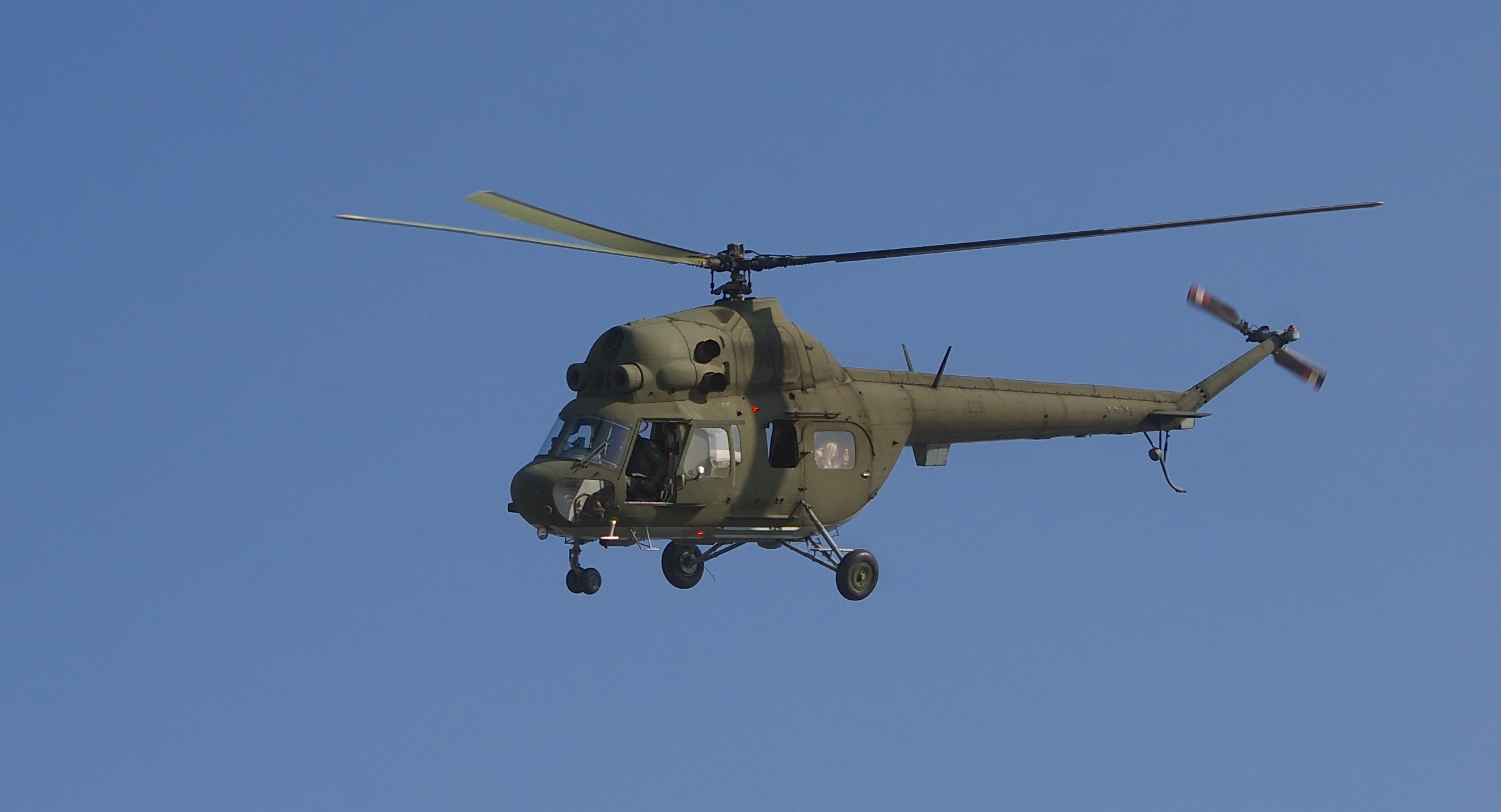
北朝鮮に配備されているものと同型のMi-2

- Il-62Mクラシック:2機（要人輸送機）[43]

### 練習機
- CJ-6:180機[43]
- FT-2:35機[43]
- MiG-21U/UM:複数機[43]

### ヘリコプター
- Mi-26ヘイロー:4機[43]
- Mi-8ヒップ及びMi-17ヒップH:15機[43]
- Mi-4ハウンド及びZ-5:48機[43]
- Mi-2ホプライト:139機[43]
- MD500D/Eディフェンダー:80機（一部は武装型）[43]

## 空軍基地
- 義州空軍基地（平安北道新義州市）
- 北倉空軍基地（平安南道順川市）
- 秦川空軍基地（平安北道泰川郡)
- 順川空軍基地（平安南道順川市）
- 价川空軍基地（平安南道价川市）
- 温泉空軍基地（平安南道温泉郡）
- 黄州空軍基地（黄海北道黄州郡）
- 果物空軍基地
- 苔灘空軍基地

## 歴代司令官
| 氏名             | ハングル | 在任期間          | 前職               | 後職                   | 備考           |
| ---------------- | -------- | ----------------- | ------------------ | ---------------------- | -------------- |
| 王連             | 왕련     | 1951.1 - 1952     |                    |                        |                |
| 韓一武           | 한일무   | 1952 - ?          |                    |                        | 海軍司令官兼任 |
| 崔光             | 최광     | 1958.6－?         |                    |                        |                |
| 崔勇進           | 최용진   | 1958 - 1960       | 第2集団軍司令官    |                        |                |
| 呉克烈           | 오극렬   | 1967.10 - 1969    | 金策空軍大学学部長 | 総参謀部作戦局長       |                |
| 趙明禄           | 조명록   | 1977.10 - 1995.10 | 反航空部司令官     | 人民軍総政治局局長     |                |
| 呉琴鉄           | 오금철   | 1995.10 - 2008.4  |                    |                        |                |
| 李炳鉄           | 리병철   | 2008.4 - 2014     |                    | 労働党軍事部第一副部長 |                |
| 崔英浩           | 최영호   | 2014 - 2016       |                    |                        |                |
| 金光赫           | 김광혁   | 2016 - 2021.2     |                    |                        |                |
| キム・チュンイル | 김층일   | 2021.2 -          |                    |                        |                |

## 事故など
北朝鮮では経済制裁の関係により作戦機の墜落事故が続いている。以上はそのまとめである。
- 2009年：衛星打ち上げの際に出撃したMiG-23MLの1機が任務中に日本海に墜落。
- 2010年：MiG-21の1機が中国国内で墜落。
- 2014年：MiG-19の墜落事故が頻発し飛行が差し止められる[45]。